# Моношихта
Моношихта (рос. моношихта, англ. single-component burden, нім. Monoeinsatz m, Monomöller m) — суміш матеріалів, продукт спільного грудкування шихти доменних і електрометалургійних печей.